# Johann Jakob Bernhardi
Johann Jakob Bernhardi né le 7 septembre 1774 à Erfurt, décédé le 13 mai 1850 dans cette même ville, est un botaniste prussien.

## Publications
- Catalogus plantarum horti Erfurtensis, 1799.
- Systematisches Verzeichnis der Pflanzen, welche in der Gegend um Erfurt gefunden werden, 1800.
- Anleitung zu Kenntnis der Pflanzen, 1804.
- Beobachtungen über Pflanzengefäße, 1805.
- Ueber den Begriff der Pflanzenart und seine Anwendung, 1835.